# Rachid Diab

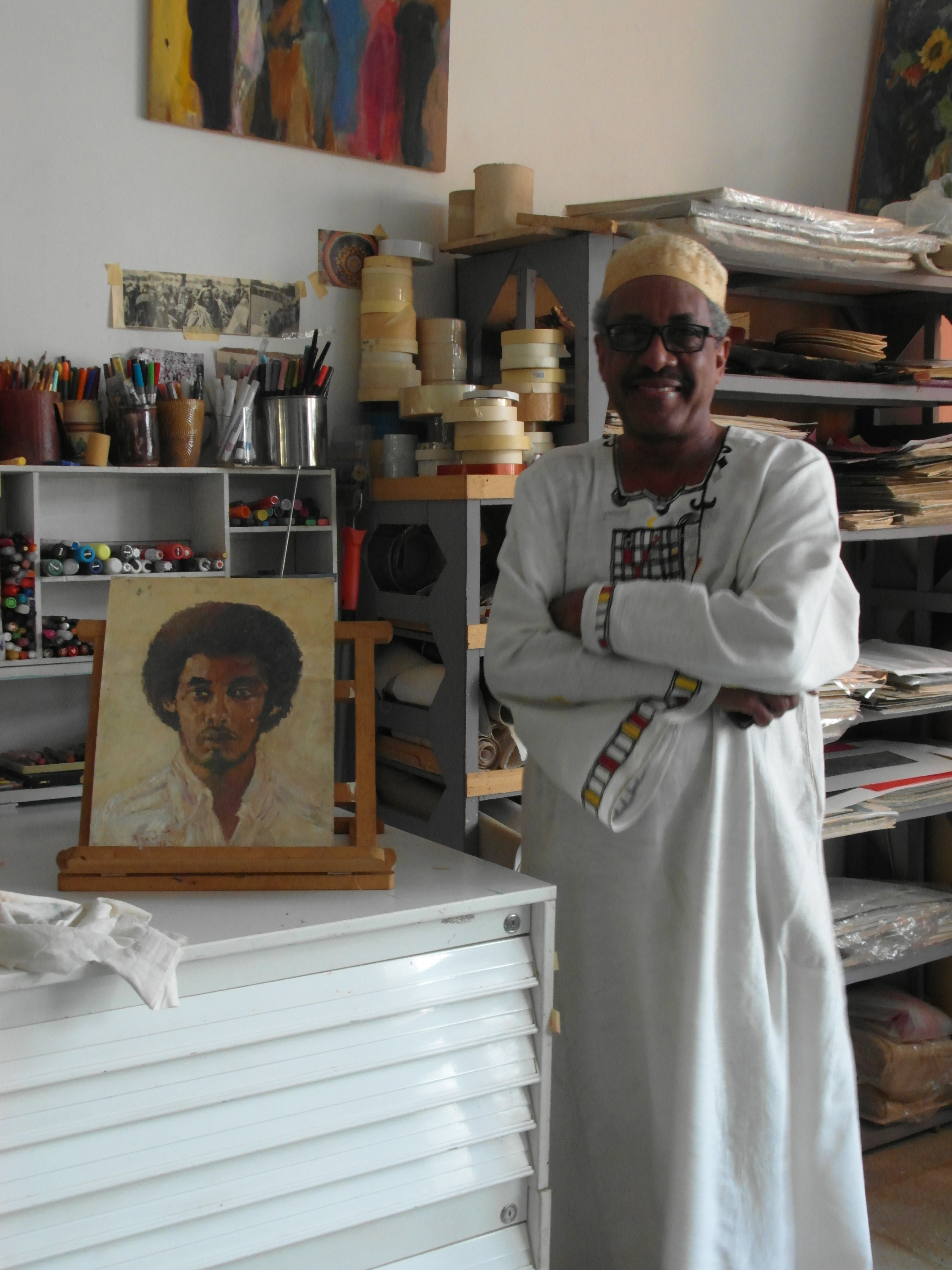
Diab em seu estúdio em Cartum, ao lado de um auto-retrato precoce

Rachid Diab (em árabe: راشد دياب, Wad Madani, 1957) é um pintor do Sudão.
Estudou na Escola de Belas Artes de Cartum e doutorou-se em Madri (Universidade Complutense de Madrid, 1991) Em 1999 regressou a Cartum para trabalhar como professor e fundou um centro artístico.